# Jacek Czech
Jacek Czech (ur. 29 lutego 1976 r. w Tarnobrzegu) – polski niepełnosprawny pływak, czterokrotny wicemistrz świata, mistrz Europy, trzykrotny uczestnik igrzysk paraolimpijskich.

## Życiorys
W sierpniu 1994 roku nad zbiornikiem wodnym Chańcza w województwie świętokrzyskim uległ wypadkowi, skacząc na główkę do wody. Uszkodził sobie rdzeń kręgowy. Trafił do szpitala górniczego w Bytomiu, w którym lekarze przeprowadzili operację.
Skończył dwuletnie policealne studium informatyczne, po czym rozpoczął studia na Wydziale Elektrotechniki i Informatyki Politechniki Rzeszowskiej o specjalizacji sieci komputerowe. Wtedy zaczął również trenować pływanie. Skończył studia magisterskie na kierunku informatyka na tej uczelni oraz drugi kierunek studiów w Polsko-Japońskiej Wyższej Szkole Technik Komputerowych.
Wziął udział w testach egzoszkieletu od Stowarzyszenia Integracja z Warszawy, które daje nadzieję osobom poruszającym się na wózkach inwalidzkich.

## Wyniki
| Rok  | Zawody                   | Miejscowość    | Konkurencja                   | Wynik         | Pozycja     |
| ---- | ------------------------ | -------------- | ----------------------------- | ------------- | ----------- |
| 2009 | Mistrzostwa Europy       | Reykjavík      | 50 m stylem dowolnym (S2)     | 1:09,59       | 2. miejsce  |
| 2009 | Mistrzostwa Europy       | Reykjavík      | 100 m stylem dowolnym (S2)    | 2:27,84       | 2. miejsce  |
| 2009 | Mistrzostwa Europy       | Reykjavík      | 50 m stylem grzbietowym (S2)  | 1:12,46       | 5. miejsce  |
| 2010 | Mistrzostwa świata       | Eindhoven      | 50 m stylem dowolnym (S2)     | 1:06,01       | 2. miejsce  |
| 2010 | Mistrzostwa świata       | Eindhoven      | 100 m stylem dowolnym (S2)    | 2:23,55       | 2. miejsce  |
| 2010 | Mistrzostwa świata       | Eindhoven      | 50 m stylem grzbietowym (S2)  | 1:06,44       | 2. miejsce  |
| 2011 | Mistrzostwa Europy       | Berlin         | 50 m stylem dowolnym (S2)     | 1:10,55       | 4. miejsce  |
| 2011 | Mistrzostwa Europy       | Berlin         | 100 m stylem dowolnym (S2)    | 2:29,74       | 4. miejsce  |
| 2011 | Mistrzostwa Europy       | Berlin         | 50 m stylem grzbietowym (S2)  | 1:11,93       | 5. miejsce  |
| 2012 | Igrzyska paraolimpijskie | Londyn         | 50 m stylem dowolnym (S2)     | 1:06,41       | 4. miejsce  |
| 2012 | Igrzyska paraolimpijskie | Londyn         | 100 m stylem dowolnym (S2)    | 2:22,84       | 4. miejsce  |
| 2012 | Igrzyska paraolimpijskie | Londyn         | 50 m stylem grzbietowym (S2)  | 1:07,74       | 5. miejsce  |
| 2013 | Mistrzostwa świata       | Montreal       | 100 m stylem dowolnym (S2)    | 2:19,22       | 3. miejsce  |
| 2013 | Mistrzostwa świata       | Montreal       | 50 m stylem grzbietowym (S2)  | 1:09,66       | 4. miejsce  |
| 2014 | Mistrzostwa Europy       | Eindhoven      | 50 m stylem dowolnym (S2)     | 1:02,22       | 3. miejsce  |
| 2014 | Mistrzostwa Europy       | Eindhoven      | 100 m stylem dowolnym (S2)    | 2:33,19       | 6. miejsce  |
| 2014 | Mistrzostwa Europy       | Eindhoven      | 50 m stylem grzbietowym (S2)  | 1:02,76       | 4. miejsce  |
| 2014 | Mistrzostwa Europy       | Eindhoven      | 100 m stylem grzbietowym (S2) | 2:15,96       | 4. miejsce  |
| 2015 | Mistrzostwa świata       | Glasgow        | 50 m stylem dowolnym (S3)     | 1:01,88 (el.) | 10. miejsce |
| 2015 | Mistrzostwa świata       | Glasgow        | 50 m stylem grzbietowym (S2)  | 1:01,32       | 6. miejsce  |
| 2015 | Mistrzostwa świata       | Glasgow        | 100 m stylem grzbietowym (S2) | 2:10,77       | 3. miejsce  |
| 2016 | Mistrzostwa Europy       | Funchal        | 50 m stylem dowolnym (S2)     | 1:02,42       | 4. miejsce  |
| 2016 | Mistrzostwa Europy       | Funchal        | 200 m stylem dowolnym (S2)    | 4:49,16       | 5. miejsce  |
| 2016 | Mistrzostwa Europy       | Funchal        | 50 m stylem grzbietowym (S2)  | 58,92         | 2. miejsce  |
| 2016 | Mistrzostwa Europy       | Funchal        | 100 m stylem grzbietowym (S2) | 2:28,23       | 6. miejsce  |
| 2016 | Igrzyska paraolimpijskie | Rio de Janeiro | 50 m stylem grzbietowym (S2)  | 1:01,91       | 6. miejsce  |
| 2016 | Igrzyska paraolimpijskie | Rio de Janeiro | 100 m stylem grzbietowym (S2) | 2:17,08       | 7. miejsce  |
| 2017 | Mistrzostwa świata       | Meksyk         | 50 m stylem dowolnym (S3)     | 1:00,96       | 7. miejsce  |
| 2017 | Mistrzostwa świata       | Meksyk         | 50 m stylem grzbietowym (S2)  | 59,14         | 4. miejsce  |
| 2017 | Mistrzostwa świata       | Meksyk         | 100 m stylem grzbietowym (S2) | 2:13,27       | 5. miejsce  |
| 2018 | Mistrzostwa Europy       | Dublin         | 200 m stylem dowolnym (S2)    | 5:08,39       | 3. miejsce  |
| 2018 | Mistrzostwa Europy       | Dublin         | 50 m stylem grzbietowym (S2)  | 1:05,22       | 2. miejsce  |
| 2018 | Mistrzostwa Europy       | Dublin         | 100 m stylem grzbietowym (S2) | 2:11,36       | 1. miejsce  |
| 2019 | Mistrzostwa świata       | Londyn         | 50 m stylem grzbietowym (S2)  | 58,82         | 2. miejsce  |
| 2019 | Mistrzostwa świata       | Londyn         | 100 m stylem grzbietowym (S2) | 2:10,01       | 4. miejsce  |
| 2021 | Mistrzostwa Europy       | Madera         | 200 m stylem dowolnym (S2)    | 4:47,46       | 4. miejsce  |
| 2021 | Mistrzostwa Europy       | Madera         | 50 m stylem grzbietowym (S2)  | 1:01,62       | 3. miejsce  |
| 2021 | Mistrzostwa Europy       | Madera         | 100 m stylem grzbietowym (S2) | 2:13,01       | 3. miejsce  |
| 2021 | Igrzyska paraolimpijskie | Tokio          | 50 m stylem grzbietowym (S2)  | 1:05,13       | 8. miejsce  |
| 2021 | Igrzyska paraolimpijskie | Tokio          | 100 m stylem grzbietowym (S2) | 2:12,53       | 4. miejsce  |